# Adolf Schulze
Pour les articles homonymes, voir Schulze.
Adolf Schulze, né le 13 avril 1835 à  Mannhagen et mort en avril 1920 à Iéna, est un baryton et pédagogue allemand. 

## Biographie
Né à Mannhagen, Schulze travaille d'abord comme enseignant dans une école élémentaire de Hambourg. C'est dans cette ville qu'il prend ses premiers cours de chant auprès de Karl Voigt, puis il approfondit se leçons à Londres auprès de Manuel Garcia.
Il commence sa carrière de chanteur de concert et d'oratorio en 1864, à Hambourg, et donne un enseignement. Au milieu des années 1870, il est engagé comme professeur de la classe de chant et de direction de chœur à l'École royale supérieure de musique de Berlin (aujourd'hui Université des arts). Il est fait aussi membre de l'Académie prussienne des arts. L'on peut distinguer parmi ses élèves le grand interprète de lied, Raimund von Zur Mühlen.
Schulze prend sa retraite à l'automne 1910, qu'il passe à Iéna, où il meurt en avril 1920 peu avant d'atteindre l'âge de 85 ans.